# Округ Љевоча
Округ Љевоча (слч. Okres Levoča) округ је у Прешовском крају, у Словачкој Републици. Административно средиште округа је град Љевоча.

## Географија
Налази се у југозападном дијелу Прешовског краја.
Граничи:
- на сјеверу је Округ Кежмарок и Округ Сабинов,
- источно Округ Прешов,
- западно Округ Попрад,
- јужно Кошички крај.

Клима је умјерено континентална.

## Становништво
| Година:    | 1994.  | 2004.   | 2014.   | 2024.   |
| ---------- | ------ | ------- | ------- | ------- |
| Број људи: | 30 330 | 32 266  | 33 391  | 33 310  |
| Разлика:   |        | +6,38 % | +3,48 % | -0,24 % |

| Година:    | 2023.  | 2024.   |
| ---------- | ------ | ------- |
| Број људи: | 33 192 | 33 310  |
| Разлика:   |        | +0,35 % |

Према подацима о броју становника из 2011. године округ је имао 33.309 становника. Словаци чине 85,28% становништва.
| Етнички састав (2011)‍ | Етнички састав (2011)‍ | Етнички састав (2011)‍ | Етнички састав (2011)‍ | Етнички састав (2011)‍ |
| --------------------- | --------------------- | --------------------- | --------------------- | --------------------- |
|                       |                       |                       |                       |                       |
| Словаци               | Словаци               |                       | 0                     | 85,28%                |
| Роми                  | Роми                  |                       | 0                     | 5,44%                 |
| Рутени                | Рутени                |                       | 0                     | 0,95%                 |
| остали, непознато     | остали, непознато     |                       | 0                     | 8,33%                 |

## Насеља
У округу се налази два града и 31 насељено мјесто. Градови су Љевоча и Спишке Подхрадје.